# Pelopides tridens
Pelopides tridens là một loài bọ cánh cứng trong họ Passalidae. Loài này được Wiedemann miêu tả khoa học năm 1823.